# Саксония-Айзенах
Саксония-Айзенах (на немски: Herzogtum Sachsen-Eisenach) e ернестинско херцогство, наричано и княжество в Свещената Римска империя, през 1596 – 1638, 1640 – 1644, 1662 – 1809 г. в днешна Тюрингия със столица град Айзенах. Управлява се от Ернестинската линия на род Ветини.

## История
През 1596 г. за Йохан Ернст († 23 октомври 1638) от Херцогство Саксония-Кобург е отцепено и създадено Княжеството Саксония-Айзенах. През 1638 г. то минава към Саксония-Алтенбург и Саксония-Ваймар. През 1640 г. е към Саксония-Ваймар, през 1644 г. е разделено между херцогствата Саксония-Гота и Саксония-Ваймар, през 1662 г. e управлявано от Саксония-Ваймар, през 1741 г. е в лична уния с Херцогство Саксония-Ваймар.
През 1809 г., по времето на херцог Карл Август († 14 юни 1828), княжеството Саксония-Айзенах е съединено със Саксония-Ваймар и се образуваХерцогство Саксония-Ваймар-Айзенах, което през 1815 г. се издига на Виенския конгрес на Велико херцогство.